# 44885 Vodicka
44885 Vodicka este o planetă minoră (asteroid) din centura de asteroizi. A fost descoperită pe 1 noiembrie 1999 la Observatorul Kleť de Jana Tichá⁠(d). 
Obiectul prezintă o orbită caracterizată de o semiaxă mare de 2,5170098879205 UAi, o excentricitate de 0,1713, o înclinație de 4,6128577326363 ° în raport cu ecliptica.